# Національна армія Індонезії
Націона́льна а́рмія Індоне́зії (індон. Tentara Nasional Indonesia, TNI) — назва збройних сил Республіки Індонезія. До її складу входять сухопутні війська, військово-повітряні та військово-морські сили. З 1964 по 1999 до складу збройних сил входила поліція. Загальна чисельність ЗС близько 290 тис. чол., резервістів — 400 тис. чол. Сформувалися в ході національно-визвольної війни 1945–1949. Офіційна дата їх створення 5 жовтня 1945 відзначається як День збройних сил. Перша назва — Армія національної безпеки, з 1947 — Національна армія Індонезії, з 1969 по 1999 — Збройні сили Республіки Індонезія (Angkatan Bersenjata Republik Indonesia).
Армія комплектується за змішаним принципом — за вибірковим призовом і за контрактом. Індонезія має воєнізовані формування — ополчення (близько 100 тис. осіб) і військову поліцію (117 тис. осіб).

## Історія і роль в житті країни
Збройні сили, офіційно створені 5 жовтня 1945 року, традиційно відіграють виключно велику роль у житті Індонезії. Необхідність відстоювати незалежність у тривалій війні з Нідерландами спочатку визначила особливе місце армії в шкалі пріоритетів національного розвитку. Після подій 1965 року в руках військових, що придушили спробу лівого перевороту, виявилася і, власне, державна влада: що зайняв президентський пост генерал Сухарто законодавчо закріпив за ними так звану подвійну функцію (індон. Dwifungsi), що передбачала відповідальність не тільки за оборону, але й за соціально-політичний розвиток країни. На практиці це виразилося насамперед у заміщенні військовослужбовцями значної частини посад держапарату від центрального уряду до сільських органів влади, а також введення в законодавчі органи влади — знову ж таки, як на центральному, так і на місцевому рівнях — невиборної фракції представників збройних сил. Більш того, на легальній основі військовими була налагоджена комерційна діяльність як на приватній, так і на інституціональній основі: міністерство оборони, генштаб, штаби видів озброєних сил і родів військ, командування різних з'єднань отримали в 1960-ті роки можливість володіння промисловими, транспортними, сільськогосподарськими підприємствами, а також банками.
Після відставки Сухарто в 1998 році найважливішим напрямком розгорнутих в Індонезії ліберальних перетворень став планомірний відхід військових з політики. Було оголошено про скасування «подвійний функції» армії, скасована вертикаль її соціально-політичних управлінь, введена заборона на призначення не вийшли у відставку військовослужбовців на урядові та апаратні посади. Поетапно скорочувалася чисельність фракцій збройних сил в СНП та місцевих органах законодавчої влади, у 2004 році вони були остаточно ліквідовані. Певні обмеження були накладені на економічну діяльність військових.

## Структура, численність, оснащення і фінансування
Збройні сили Республіки Індонезії поділяються на сухопутні війська (індон. Angkatan Darat), військово-морські сили (індон. Angkatan Laut), та військово-повітряні сили (індон. Angkatan Udara). До 1999 року до їх складу як окремий вид збройних сил входила також поліція, при цьому ВС офіційно іменувалися «Збройні сили Республіки Індонезії» (індон. Angkatan Bersenjata Republik Indonesia) [4].

Верховним головнокомандувачем збройними силами є президент, який здійснює керівництво ними через міністра оборони (станом на січень 2013 року — Пурномо Юсгіанторо, індон. Purnomo Yusgiantoro) і головнокомандувача збройними силами (станом на жовтень 2013 року — генерал Мулдоко (індон. Moeldoko)). Загальна чисельність ЗС станом на початок 2011 року становила близько 428 тисяч осіб. Крім цього, близько 400 тисяч осіб числяться в резерві першої черги.

Емблема сухопутніх військ Індонезії

Чисельність сухопутних військ станом на початок 2011 року — 326 тисяч осіб. У їх складі, крім регулярних частин і з'єднань, сили стратегічного резерву (індон. Komando Cadangan Strategis Angkatan Darat, KOSTRAD) — понад 26 тисяч осіб, а також війська спеціального призначення (індон. Komando Pasukan Khusus, KOPASSUS) — понад 6 тисяч осіб. Командувачем СВ на січень 2013 є генерал Будіман (індон. Budiman). На озброєнні складається 315 танків, 691 БТР і БМП, 565 гармат польової артилерії, 730 мінометів, 12 РСЗВ, 160 протитанкових і 370 зенітних засобів, 17 літаків і 64 вертольота армійської авіації.

Емблема військово-повітряних сил Індонезії

Емблема воєнно-морських сил Індонезії

Особовий склад військово-морських сил на початок 2011 року — 67 тисяч осіб, в їх числі корпус морської піхоти (індон. Korps Marinir) — близько 20 тисяч осіб. Командувач ВМС, на січень 2013 року — адмірал Марсет (індон. Marsetio). У бойовому складі флоту 136 вимпелів, в тому числі 6 фрегатів, 2 підводних човна, 1 корвет, 4 ракетних катера, 12 патрульних кораблів. Є також 48 літаків і 45 вертольотів морської авіації. Військово-морські бази знаходяться в Джакарті, Сурабаї, Горонтало.
Особовий склад військово-повітряних сил на початок 2011 року — 34 000 осіб. Командувач ВПС, на січень 2013 року — маршал Іда Багус Путу Дуніа (індон. Ida Bagus Putu Dunia). На озброєнні ВПС складається 88 літаків бойової й 136 літаків допоміжної авіації, 44 вертольоти допоміжної авіації.
Збройні сили комплектуються за змішаним контрактно-призовним принципом. Військові асигнування за 2010 рік склали близько 4,7 млрд дол. США (близько 4,5% ВВП). Крім того, частина потреб збройних сил покривається також шляхом доходів від підприємницької діяльності військових.
Основними партнерами Індонезії по військовому та військово-технічного співробітництва з початку 1950-х по середину 1960-х років були СРСР і держави соцтабору, з середини 1960-х років — країни Заходу. У 1992 році після масштабних акцій індонезійських військових проти мирного населення на Східному Тиморі США і низкою інших західних держав було накладено повне або часткове ембарго на поставки озброєнь в Індонезію і співробітництво з нею в галузі підготовки військового персоналу (поетапне скасування санкцій тривала до 2008 року). У період дії західних санкцій індонезійський уряд вжив заходів з диверсифікації військово-технічного співробітництва, зокрема, внаслідок серії великих контрактів з Росією [6] [7].

## Участь у бойових діях та миротворчих операціях
Національна армія Індонезії сформувалася як збройні сили під час агресії Нідерландів у 1945–1949 рр., які намагалися встановити контроль над країною, яка колись була їхньою колонією.
У 1950 році індонезійська армія придушувала спротив сил Республіки Південно-Молуккських островів — самопроголошеної сепаратистами держави. З цього часу і до початку 1960-х рр. у різних регіонах країни спалахували антиурядові заворушення, проти яких військові вели активні бойові дії.
У 1960–1962 рр. мали місце епізодичні збройні сутички з Нідерландами за Західний Іран.
У 1963–1965 рр. відбувався малоінтенсивний збройний конфлікт з малайзійськими та британськими військами, причиною якого стало створення держави Малайзія і включення її до складу британських володінь в північній частині острова Калімантан.

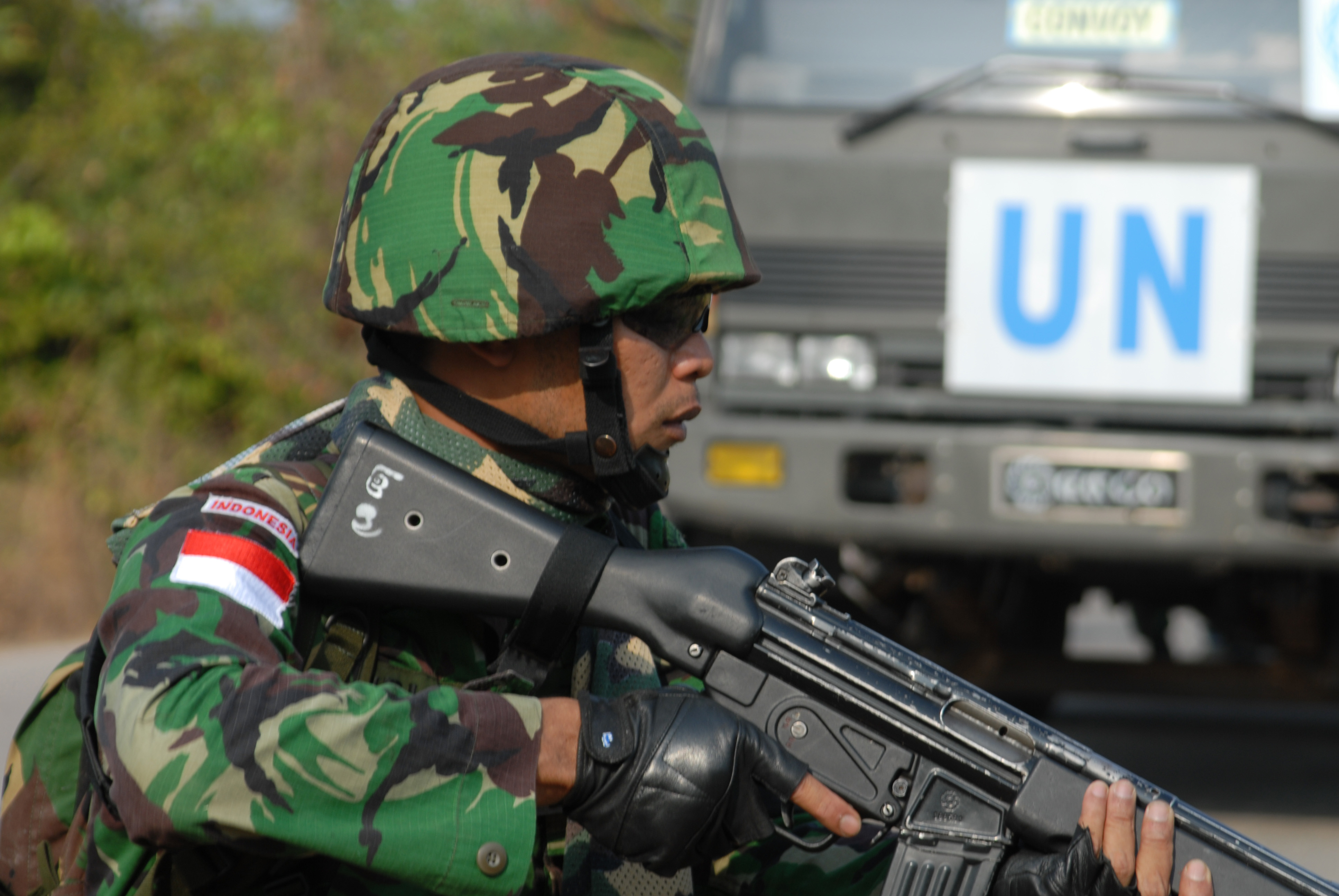
Індонезійський військовий у складі миротворчого підрозділу ООН

У 1975 році стався наймасштабніший воєнний конфлікт — індонезійська окупація Східного Тимору. 7 грудня Індонезія ввела війська під приводом звернення до неї східнотиморських лідерів і оголосила країну своєю провінцією. Збройні сили Індонезії утримували територію Демократичної республіки Східний Тимор до 1999 року. Увесь цей час, аж до відновлення його незалежності там велася масштабна партизанська війна.
З 1970-х рр. збройним силам доводилось вести боротьбу з сепаратистськими рухами в Ачеху та Західному Ірані.
У 1990-х — 2000-х рр. у різних регіонах Індонезії відбувалися серйозні заворушення на етнічно-конфесійній основі, у придушенні яких також задіювалась армія.
Індонезія бере активну участь у миротворчій діяльності ООН: починаючи з 1950-х рр. індонезійські контингенти загальною чисельністю понад 15 800 чол. брали участь у місіях ООН зі встановлення чи підтримання миру у 18 країнах світу. Станом на 2011 рік індонезійські «блакитні каски» дислоковані у Сьєрра-Леоне, Демократичній Республіці Конго і Кувейті.